# Carbrooke
Carbrooke is een civil parish in het bestuurlijke gebied Breckland, in het Engelse graafschap Norfolk met 2073 inwoners.